# Krzysztof Langer
Krzysztof Langer (ur. 14 października 1962 w Kożuchowie) – aktor i lider kabaretowy.
Studiował pedagogikę kulturalno–oświatową w Wyższej Szkole Pedagogicznej w Zielonej Górze. 25 listopada 1984 r. wraz z Dariuszem Kamysem założył kabaret Potem, który prowadził do 1985 r., kiedy jego rolę przejął Władysław Sikora. Po zakończeniu edukacji odbył służbę wojskową w Jeleniej Górze, a następnie podjął pracę w Miejskim Ośrodku Kultury i na nowo zaczął tworzyć kabaret. Od 1989 r. lider kabaretu Paka.
W 1996 r. zagrał w dwóch odcinkach serialu telewizyjnego pt. „Opowieść o Wojaku Szwejku i jego drodze na front" w odcinku 1 „Ciernista droga grzechu” i odcinku 3 „Ludzie kochani, jestem niewinny”, a w 1999 r. w filmie „Przygody dobrego wojaka Szwejka”.